# Трансаммиак
ООО «Трансаммиак» — российская компания, занимающаяся транспортом химического продукта — аммиака. Штаб-квартира — в Тольятти, Самарская область.
При создании производственного объединения «Куйбышевазот» (1975) входило в его состав. В 1981 году в результате реструктуризации выделено в самостоятельное юридическое лицо.

## Руководство

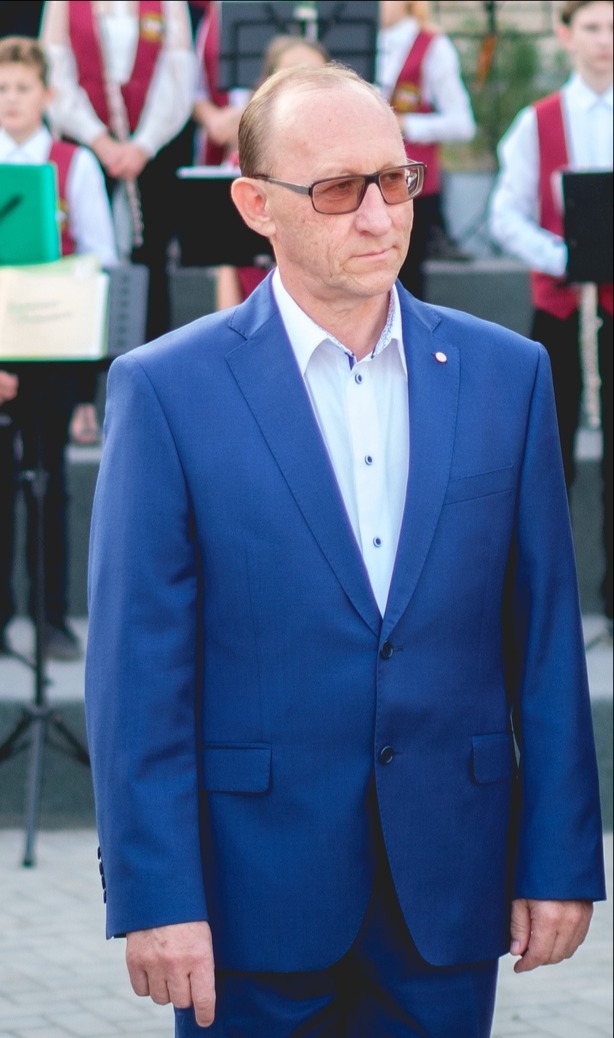
Генеральный директор ПАО «Трансаммиак» Андрей Иванов

Генеральный директор компании — Андрей Иванов (с октября 1999 года).
Ранее эту должность занимали:
Дмитрий Кобец (с июня 1975 года)

## Деятельность
Поставка аммиака, производимого в Российской Федерации на ПАО «ТольяттиАзот», на экспорт, ведётся, в основном, через построенный в 1981 году аммиакопровод «Тольятти—Одесса» протяжённостью 2417 км (по России 1396 километров). Аммиакопровод проходит по пяти областям России (Самарская, Саратовская, Воронежская, Тамбовская, Белгородская) и семи областям Украины (Харьковская, Донецкая, Запорожская, Днепропетровская, Херсонская, Николаевская, Одесская).
Эксплуатациию аммиакопровода на территории России осуществляет ООО «Трансаммиак». Украинский участок аммиакопровода эксплуатирует УГП «Укрхимтрансаммиак». В состав аммиакопровода (диаметр трубы 355 мм) входят 14 насосных и 15 раздаточных станций, управление технологическим процессом осуществляется с помощью автоматизированной системы из единого центра, расположенного в Тольятти.
В 2006 году компания начала строительство локальной системы оповещения об опасности на аммиакопроводе. В 2010 она введена в эксплуатацию, оборудование системы установлено в каждом населенном пункте, находящемся в 2,5 километровом коридоре по обе стороны от оси аммиакопровода. По информации Газеты.ру Трансаммиак до 2018 года планировал направить более 2 млрд руб. на реконструкцию производственно-технологической связи.
12 апреля 2019 года Трансаммиак отгрузил 60-миллионную тонну аммиака. Юбилейная тонна была предназначена российским потребителям продукции ПАО «ТОАЗ».
В функции ООО «Трансаммиак» входят:

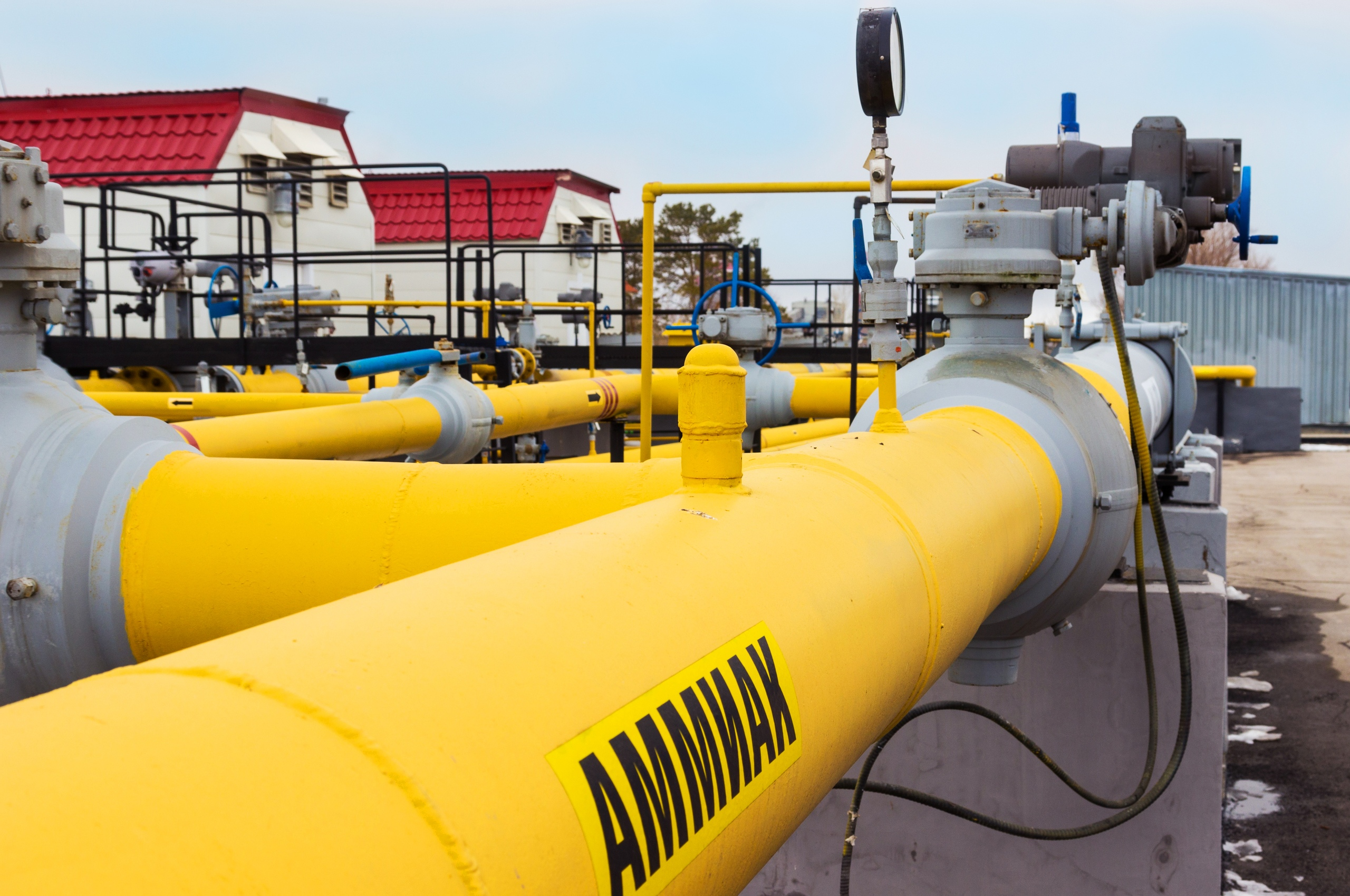
Аммиакопровод «Тольятти-Одесса»

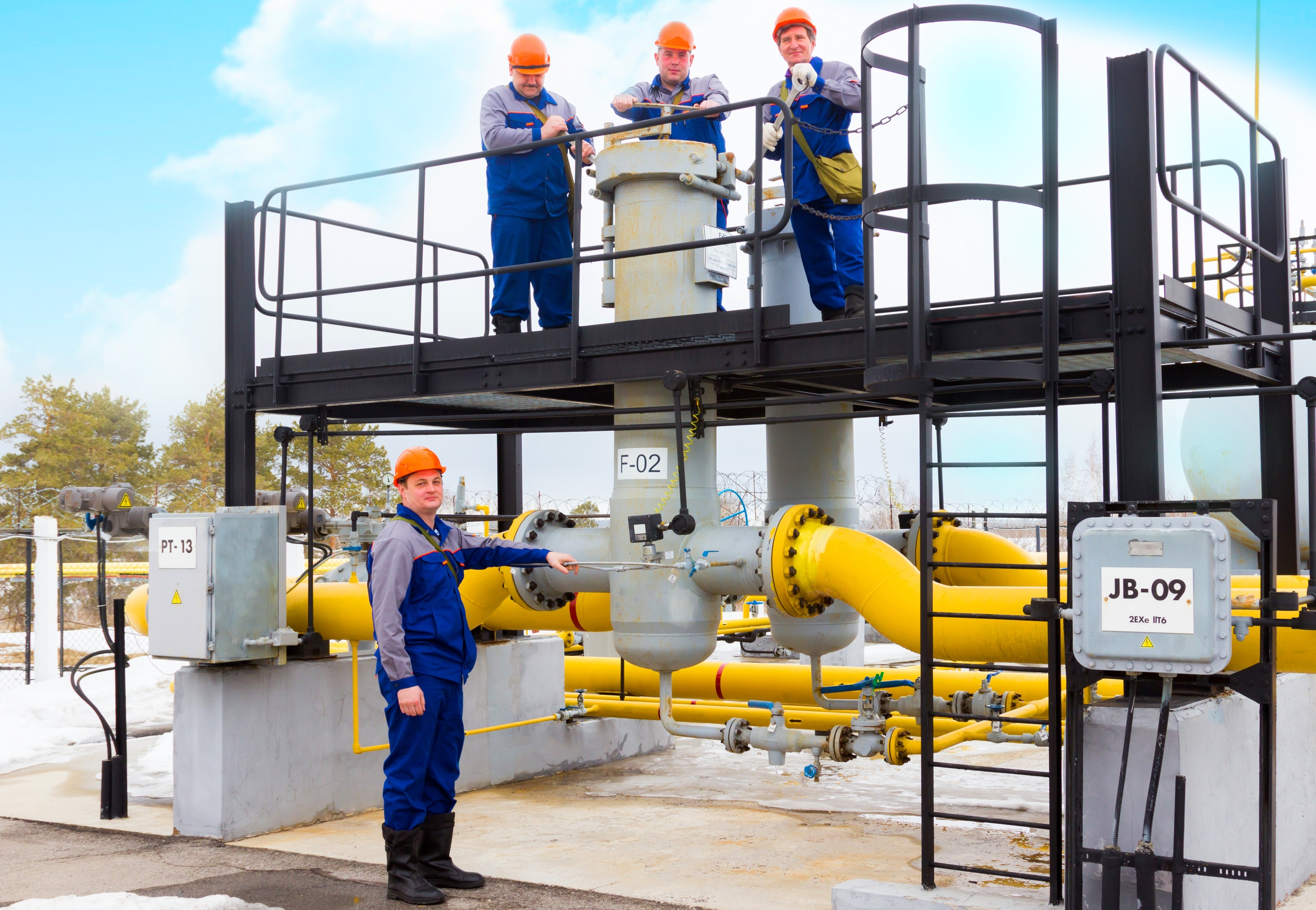
Сотрудники ПАО "Трансаммиак

- транспортировка жидкого аммиака по трубопроводу на экспорт;
- реализация жидкого аммиака близлежащим от аммиакопровода потребителям через раздаточные станции;
- оказание услуг предприятиям сельского хозяйства по внесению жидкого аммиака в почву по новым технологиям.

### Ситуация с прокачкой аммиака через территорию Украины
В начале января 2012 года украинское государственное предприятие «Укрхимтрансаммиак» без предупреждения и обоснования прекратило транспортировку аммиака, производимого ОАО «Тольяттиазот», что привело к вынужденному сокращению объёма производства аммиака и значительному снижению загрузки производственных мощностей предприятия.
18 января 2012 года благодаря прямому содействию Правительства Самарской области транспортировка производимого ОАО «Тольяттиазот» аммиака через украинскую часть магистрального аммиакопровода «Тольятти — Одесса» была восстановлена.
23 декабря 2016 года транспортировка аммиака по территории Украины снова была остановлена. Как пишет «КоммерсантЪ» украинский оператор попытался поднять стоимость транзита до $45,1 за тонну. «В „Укрхимтрансаммиаке“, впрочем, уверяли, что ставка таким образом даже снижена на $10 — с $55,09 за тонну в 2016 году. Также украинская сторона настаивала на подписании допсоглашения к контракту от 24 декабря 2007 года о транзите и погашении ТоАЗом задолженности в $901 тыс. Она возникла после того, как Минэкономразвития Украины в августе 2015 года установило надбавку более чем в $8 за тонну за транзит российского аммиака через Украину. ТоАЗ оспорил повышение ставки в суде и выиграл, но к тому времени надбавка действовала больше года». Транспортировка, остановленная 23 декабря, восстановилась в 12:00 3 февраля 2017 года. По информации газеты «КоммерсантЪ», украинская сторона в итоге отказалась от требований по повышению тарифа, а российская — от компенсации в $11,5 млн за отсутствие транспортировки в начале января.

### Авария
В июне 2015 года в Терновском районе Воронежской области произошла утечка аммиака. После расследования выяснилось, что подвел человеческий фактор: за год до аварии на посту секционирования меняли шаровой кран, и фланец закрутили старыми болтами вместо новых шпилек. Соединение не выдержало.
Жителей ближайшего к месту аварии села эвакуировали почти сразу. Сработала система оповещения, сирена и громкоговоритель которой находится в каждом населенном пункте на расстоянии 2,5 километра от аммиакопровода.
«Разумеется, мы понимаем, что для природы авария не прошла совсем бесследно, — отмечал в интервью газете „Комсомольская правда“ генеральный директор предприятия „Трансаммиак“ Андрей Иванов. — Но благодаря слаженной и своевременной работе специалистов ущерб удалось минимизировать, в результате аварии никто не пострадал».
Контролирующие органы предъявили Трансаммиаку претензии. Росприроднадзор оценил вред воздуху на 2,2 млн рублей, почвам на 12 млн рублей, а Россельхознадзор, в свою очередь, оценил ущерб в 855 млн рублей. Арбитражный суд постановил, что утечка аммиака не нанесла вреда землям, отказал Росприроднадзору в иске против «Трансаммиака» и обязал ведомство само заплатить предприятию 70 тысяч рублей за судебные расходы.
Авария в 2015 году — это первая авария за 38 лет существования компании «Трансаммиак».
Подрыв 07 июня 2023 года.

## Адрес
445045, Россия, Самарская область, г. Тольятти, ул. Ульяны Громовой 57.